# 别斯铁热克乡
别斯铁热克乡，是中华人民共和国新疆维吾尔自治区阿勒泰地区吉木乃县下辖的一个乡镇级行政单位。

## 行政区划
别斯铁热克乡下辖以下地区：
奥夏尔拜村、库早齐村、萨尔阿根村和加勒格孜喀拉尕依村。